# Mount Airy (Geórgia)
Mount Airy é uma cidade  localizada no estado americano de Geórgia, no Condado de Habersham.

## Demografia
Segundo o censo americano de 2000, a sua população era de 604 habitantes.
Em 2006, foi estimada uma população de 671, um aumento de 67 (11.1%).

## Geografia
De acordo com o United States Census Bureau tem uma área de 4,8 km², dos quais 4,8 km² cobertos por terra e 0,0 km² cobertos por água.

## Localidades na vizinhança
O diagrama seguinte representa as localidades num raio de 12 km ao redor de Mount Airy.